# 5164 Mullo
5164 Mullo (1984 WE1) là một tiểu hành tinh nằm phía ngoài của vành đai chính được phát hiện ngày 20 tháng 11 năm 1984 bởi C. Pollas ở Caussols.